# Блокування Вікіпедії в Росії
Блокування Вікіпедії в Росії — подія, що відбулася в серпні 2015 року, коли Роскомнадзор вніс статтю російської Вікіпедії «Чарас» до Єдиного реєстру заборонених сайтів і тимчасово заблокував проєкт на території Росії, проте пізніше скасував своє рішення.

## Передісторія
28 липня 2012 року президент РФ Путін підписав Федеральний закон № 139-ФЗ «Про внесення змін до Федерального закону "Про захист дітей від інформації, що завдає шкоди їхньому здоров'ю та розвитку" та окремі законодавчі акти Російської Федерації». Цим законом до інших федеральних законів було внесено низку положень, які передбачають фільтрування інтернет-сайтів за системою чорного списку і блокування заборонених інтернет-ресурсів. Ряд експертів висловлювали побоювання, що цей закон може використовуватися для цензури Інтернету.
1 листопада 2012 року набули чинності положення, що стосуються єдиного реєстру доменних імен та URL-адрес, які містять заборонену до поширення інформацію. Було створено Єдиний реєстр заборонених сайтів .
Протягом трьох років з дня прийняття закону до Єдиного реєстру заборонених сайтів потрапляли більше 25 статей російськомовної Вікіпедії, переважно про наркотики і самогубства. Значну частину цих статей через деякий час виключали з реєстру. Однак аж до 25 серпня 2015 року реального блокування статей Вікіпедії або всього проєкту на території Росії не відбувалося.

## Блокування у серпні 2015
18 серпня 2015 року Роскомнадзор, пославшись на рішення судді Чорноярського районного суду Астраханської області Серебреннікової О. А. від 25 червня 2015 року, зажадав від адміністрації Вікіпедії видалити статтю «Чарас». На думку прокурора Чорноярського району, який звернувся до суду, в статті була «текстова інформація, що демонструє спосіб приготування наркомісткої речовини». Суд визнав інформацію, що міститься в статті, забороненою до поширення на території Російської Федерації як пропаганда наркотичних засобів відповідно до частин 1 та 2 статті 46 федерального закону від 08.01.1998 № 3-ФЗ «Про наркотичні засоби і психотропні речовини».

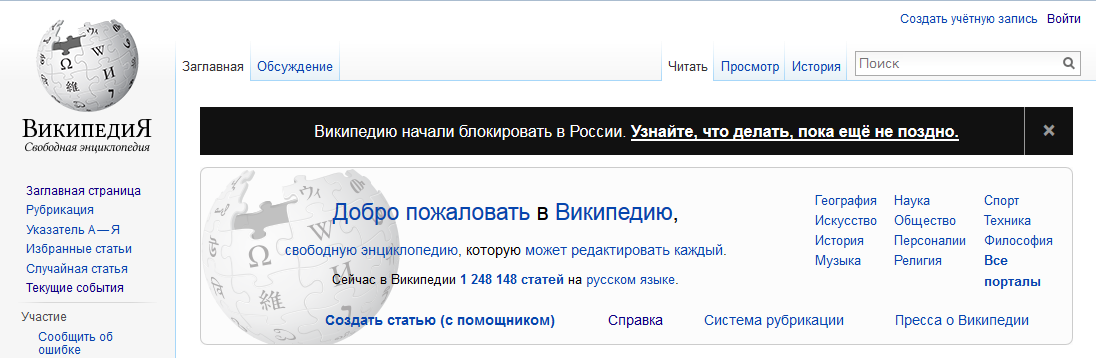
Банер, що висів на сторінках Вікіпедії 24-25 серпня 2015 року

У Вікіпедії, за результатами обговорення серед учасників проєкту, було прийнято рішення не видаляти статтю, сама стаття була доопрацьована відповідно до правил енциклопедії. За словами виконавчого директора Вікімедіа РУ Станіслава Козловського, «та частина статті, яка викликала нарікання суду, була взята зі сторінки Організації Об'єднаних Націй, іншу інформацію ми брали з фармакологічних довідників, але до них претензій від Роскомнадзору не надходить». Він також зазначив, що «якщо держава в особі Роскомнадзору вирішило заблокувати „Вікіпедію“, то так тому й бути. У нас схожа ситуація в Китаї, Сирії, Ірані та Саудівській Аравії». Директор «Вікімедіа РУ» Володимир Медейко також нагадав, що сервери «Вікіпедії» знаходяться в Каліфорнії і на них поширюються закони цього американського штату.
24 серпня Роскомнадзор направив на блокування операторами зв'язку посилання на сторінку сайту російськомовної Вікіпедії, що містить «заборонену інформацію про наркотичну речовину». Оскільки інтернет-енциклопедія працює за захищеним протоколом HTTPS, провайдери не можуть блокувати її окремі сторінки, тому блокування однієї статті призвело до того, що адреси проєктів Вікімедіа (зокрема російськомовна Вікіпедія) в низці регіонів Росії стали недоступні.
Однак уже 25 серпня на сайті Роскомнадзору з'явилося повідомлення про те, що «стаття про наркотичну речовину „чарас“, яка міститься в даний момент у „Вікіпедії“, згідно з експертним висновком ФСКН Росії, не порушує вимог законодавства» і "зазначене в даному рішенні суду посилання виключено з Єдиного реєстру забороненої інформації ". Незважаючи на наявність у заяві Роскомнадзору інформації, що статтю було відредаговано з моменту внесення до списку на вивантаження, порівняння версій показує, що ніяких видимих змін до статті не вносилося.

## Блокування Вікіпедії та ефект Стрейзанд

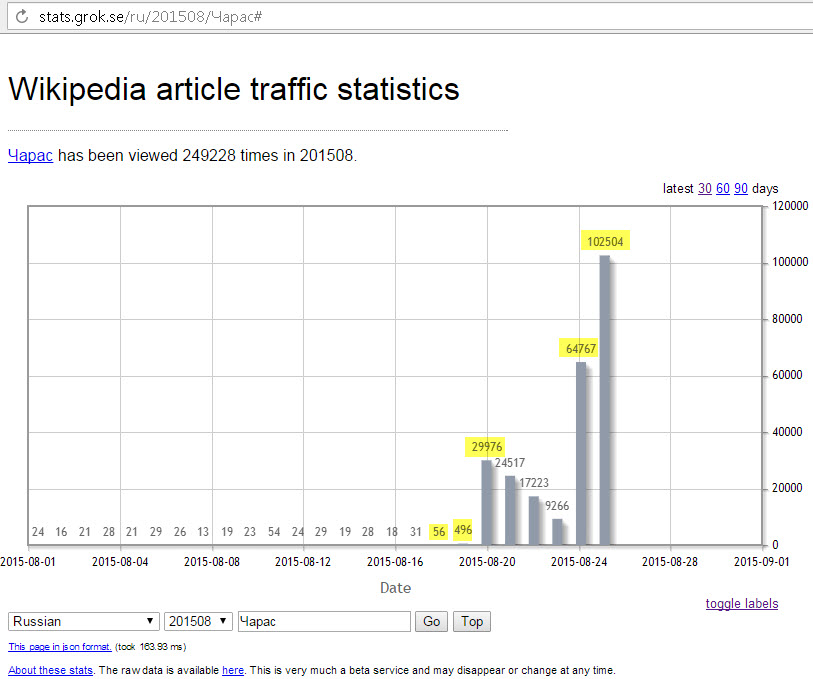
Відвідуваність статті російської Вікіпедії «Чарас» у серпні 2015 року

Деякі журналісти відзначили, що блокування Вікіпедії в Росії супроводжувалося ефектом Стрейзанд. Якщо стаття до повідомлення про майбутнє блокування мала всього кілька десятків переглядів на день, то після повідомлення Роскомнадзора її відвідуваність зросла в тисячу разів, а на піку скандалу вона мала більше 100 000 переглядів на добу.

## Загроза блокування 2022 року
1 березня 2022 року Роскомнадзор, російське агентство моніторингу та цензури ЗМІ, звернувся до Фонду Вікімедіа з проханням видалити статтю «ru:Вторжение России на Украину (2022)». У відомстві погрожували заблокувати доступ до сайту, стверджуючи, що стаття містить «незаконно поширену інформацію», зокрема «повідомлення про численні втрати серед військовослужбовців Російської Федерації, а також цивільного населення України, у тому числі дітей».